# Ooencyrtus inconspicuus
Ooencyrtus inconspicuus är en stekelart som först beskrevs av Girault 1915.  Ooencyrtus inconspicuus ingår i släktet Ooencyrtus och familjen sköldlussteklar. Inga underarter finns listade i Catalogue of Life.